# Mehmet Vecdi Gönül

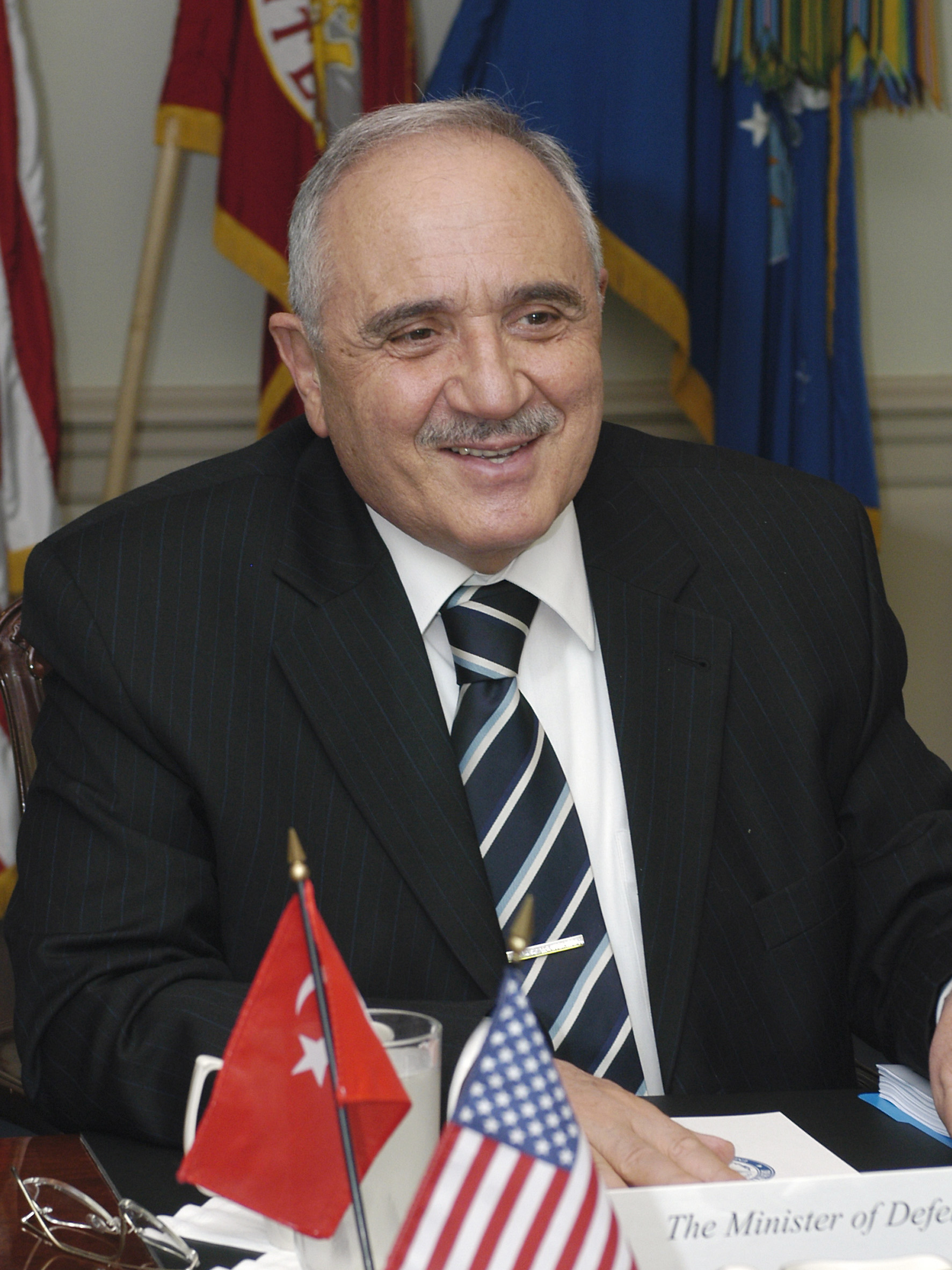
Mehmet Vecdi Gönül

Mehmet Vecdi Gönül (* 29. November 1939 in Erzincan) ist ein Politiker und ehemaliger Verteidigungsminister der Türkei.

## Leben
Gönül absolvierte 1960 die Fakultät für Politikwissenschaften an der Universität Ankara.
Er ist seit dem 18. November 2002 Verteidigungsminister. Gönül ist Mitglied der Adalet ve Kalkınma Partisi (AKP)
Er war im Kabinett Gül und im I. Erdoğan-Kabinett Verteidigungsminister. Gönül ist vom 29. August 2007 bis Juli 2011 Mitglied des II. Erdoğan-Kabinetts der AKP-Regierung unter Erdoğan, in dem er erneut Verteidigungsminister war.